# James Connolly
För andra betydelser, se James Connolly (olika betydelser).
James Connolly (iriska: Séamas Ó Conghaile), född 5 juni 1868 i Edinburgh, död 12 maj 1916 i Dublin, var en irländsk revolutionär socialist, som kämpade för Irlands självständighet från Storbritannien. Han var ledare för Påskupproret 1916.

## Biografi

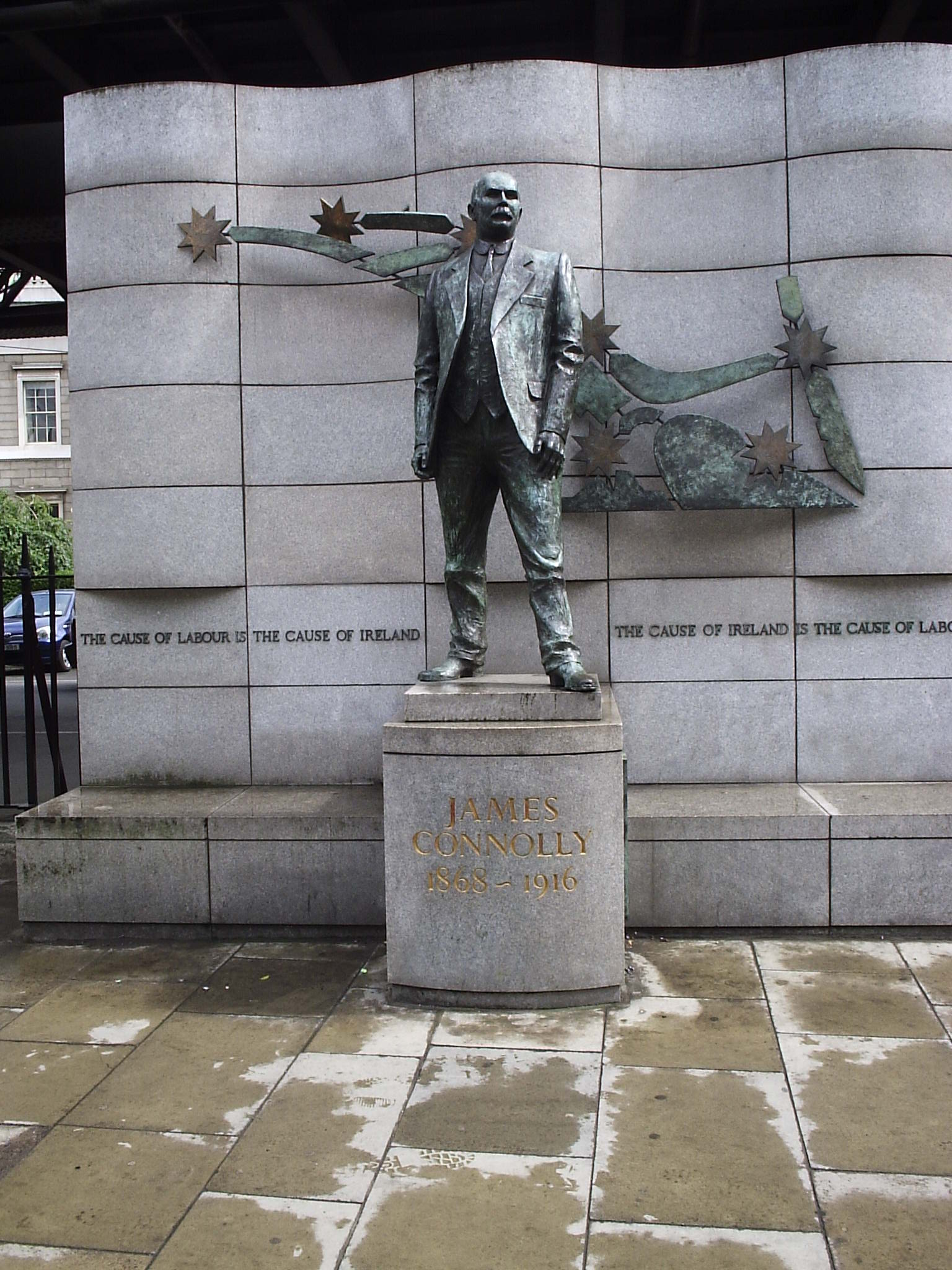
Staty föreställande James Connolly i Dublin, fotograferad 2006.

James Connolly föddes i Edinburgh i Skottland av irländska föräldrar. Han lämnade skolan för att arbeta vid elva års ålder. När han var 14 år tros han ha inträtt i den brittiska armén. Han blev stationerad i Dublin. Han engagerade sig också inom socialistisk politik i Skottland. 1896 lämnade han armén och grundade Irish Socialist Republican Party. 1913 bildade han Irish Citizen Army, en relativt liten beväpnad grupp arbetare som syftade till att försvara arbetare och strejkande, särskilt mot attacker från polisen.
Irish Citizen Army deltog i Påskupproret i Dublin 1916. Sedan upproret slagits ned avrättades James Connolly tillsammans med flera andra upprorsledare.
James Connolly ses som en nationalhjälte på Irland, och han har även hyllats av Vladimir Lenin och andra revolutionära socialister. 